# 幻星
n角的幻星是施莱夫利符号{n/2}的多角星，其n個頂點及n的交點上都有數字，每一行的四個數字相加後會等於幻方常數。一般幻星會包括1至2n的整數，不會重覆，幻方常數為M = 4n + 2。
沒有頂點數小於5的多形星形，而1至10的五角幻星不存在。所以最小的幻星是六角星形。以下列了一些幻星。
|                 |                 |                 |
| 六角幻星 M = 26 | 七角幻星 M = 30 | 八角幻星 M = 34 |

## 外部連結
- Marian Trenkler's Magic Stars （页面存档备份，存于）
- Gianni Sarcone's Magic Star （页面存档备份，存于）